# Enhancer (genetik)
Enhancers eller förstärkande gensekvens är områden på DNA:t som kan öka geners transkriptionsskapacitet. Enhancers är cis-regulatoriska element vilket innebär att de ofta är belägna på samma DNA-sträng som de gener de reglerar. De behöver dock ofta inte sitta särskilt nära genen som skall transkriberas. Enhancerregioner kan öka transkriptionen både uppströms och nedströms från en promotorsekvens.